# Bordeaux Lac
Bordeaux Lac est un quartier de Bordeaux situé sur la rive gauche de la Garonne, au nord de la ville. Officiellement, le quartier fait partie de la subdivision Bordeaux Maritime.

## Historique: le projet de la «ville millionnaire»

### Premières esquisses à travers le «Plan Marquet»
La première mention de la création d'un projet de lac artificiel apparaît dans les écrits de l'architecte Cyprien Alfred-Duprat, qui publie deux ouvrages sur le futur développement urbain de Bordeaux : Bordeaux... un Jour ! (1929) puis Bordeaux Visions d'avenir (1930). Ces idées infusent progressivement dans la réflexion urbaine et sont présentées à Adrien Marquet, maire de Bordeaux. Alfred-Duprat prévoit le futur développement de la ville au Nord avec un grand parc de 300 hectares dans le quartier Latule qui inclurait un lac artificiel. Marquet, intéressé par le projet le trouve tout de même trop coûteux et donne la priorité à d'autres projets en centre-ville.

### Réalisation sous Jacques Chaban-Delmas
En juin 1958, la municipalité bordelaise, dirigée par Jacques Chaban-Delmas, se rend propriétaire d’un vaste espace inondable au nord de Bordeaux de 1 000 hectares à aménager pour favoriser le rééquilibrage de la ville au nord. A l'apogée des Trente Glorieuses, Chaban-Delmas alors président de l'Assemblée Nationale présente en mars 1964 le projet finalisé dans les salons du Palais Bourbon : il fixe un objectif démographique pour Bordeaux : "la ville millionnaire". Le marais devait être asséché et un lac artificiel de 160 hectares devait être creusé.
En 1962, Jean Royer, architecte-urbaniste au ministère de la Construction, élabore un plan d'urbanisme délimitant trois zones :
- une zone pour la foire internationale (115 hectares) en bordure nord du lac. La place des Quinconces, lieu traditionnel des expositions est jugé trop étroite pour accueillir une foire exposition de plus en plus fréquentée ;
- une zone d’habitation (137 hectares) au sud du lac ;
- une zone de sports et de loisirs au nord et au nord-est du lac.

Les défis techniques sont importants notamment la question du caractère inondable des terrains à bâtir : La plaine du Lac fait face aux hauteurs de Lormont, (très élevées), ce qui fait naturellement déborder la Garonne sur la rive gauche. Ainsi, avant de construire, il faut rehausser les terrains pour prévenir les inondations : Le dragage du lac permettait de trouver les matériaux pour la surélévation du sol de trois mètres et l’assainissement du secteur.
Un concours organisé en février 1966 réunit une trentaine de projets d’architectes. Le lauréat est Xavier Arsène-Henry (1919-2009) dont le projet, sous le slogan « la nature dans la ville, la ville dans la nature », propose des espaces boisés délimitant les secteurs d'urbanisation : golf, parc d'expositions, palais des congrès et zone hôtelière, hypermarché et zone commerciale, logements sociaux (clairières des Aubiers et du Lauzun, actuel quartier des Aubiers).

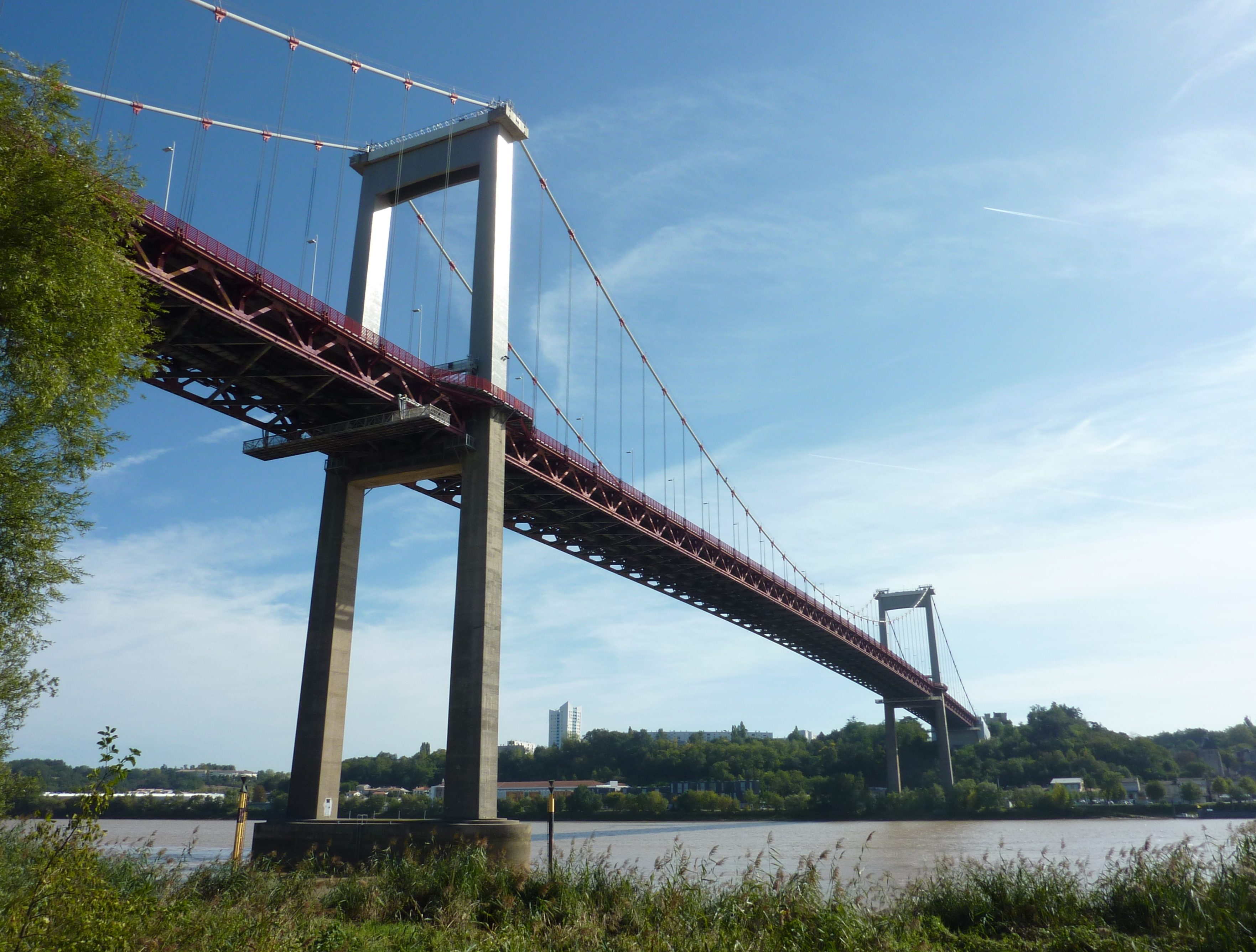
Pont d'Aquitaine

Le quartier accueille des tours de logement, quelques bureaux et des centres commerciaux. Le parc des expositions et le club d'aviron de l'Émulation Nautique de Bordeaux y ont aussi été construits. Le bilan de la construction de ce nouveau quartier est mitigé, ce quartier étant peu attractif et trop excentré. C'est dans ce quartier que se situe le pont d'Aquitaine construit avec la rocade à la même époque. 

## Quartier en mutation

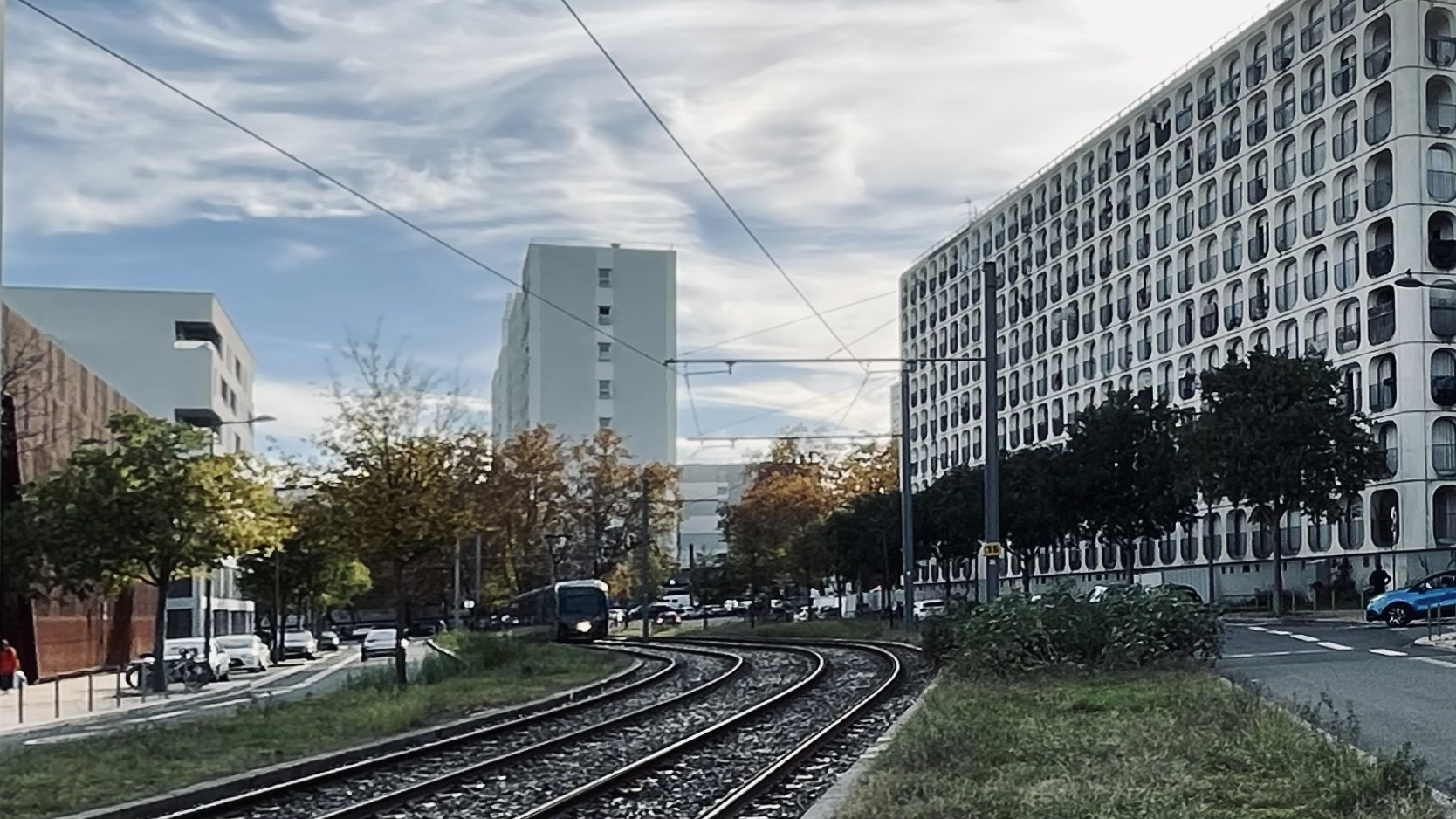
Tram C circulant entre les Aubiers et Ginko

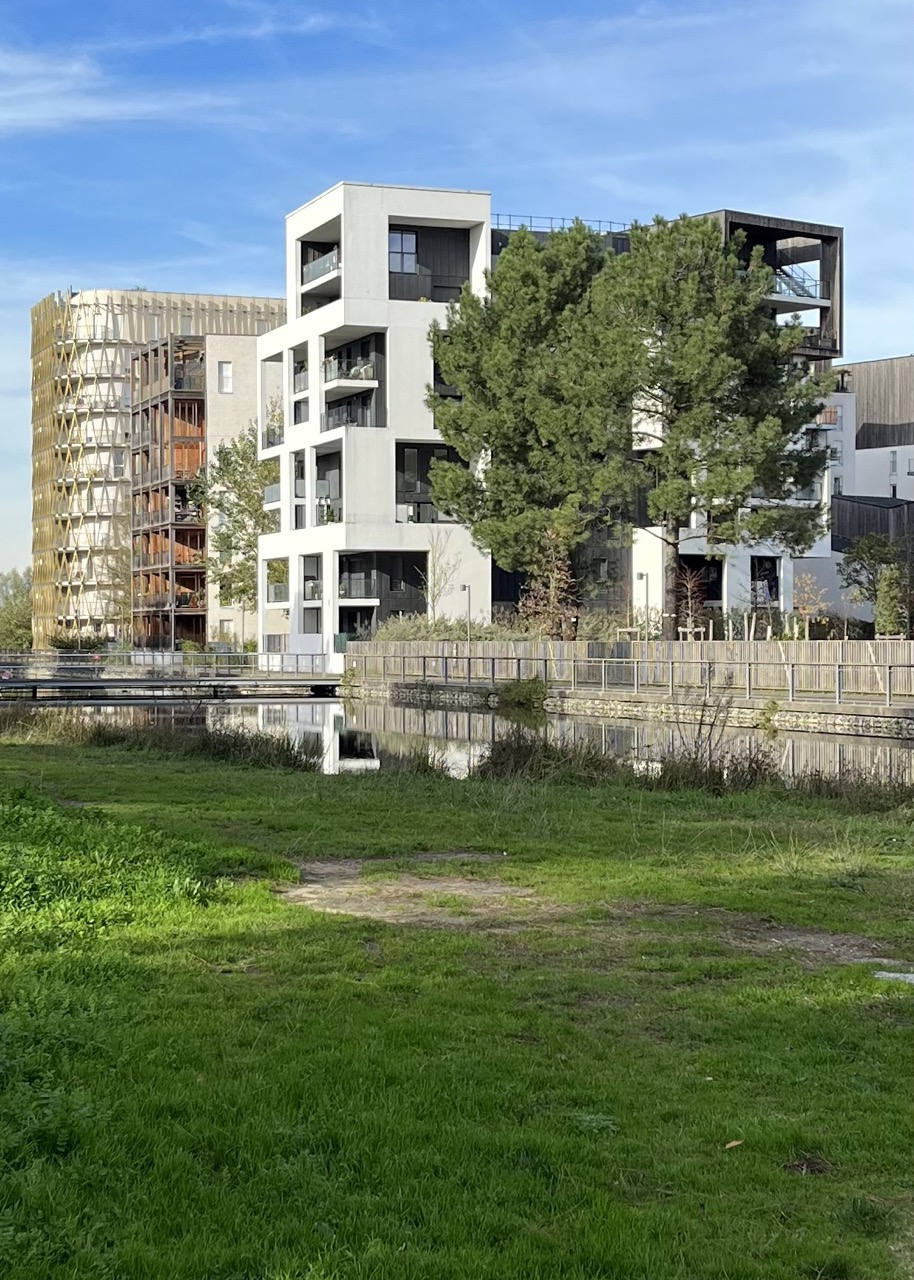
Écoquartier Ginko vue du Parc Bühler.

Classé prioritaire, le quartier fait l'objet de projets de rénovations urbaines.
De nombreux projets transforment le quartier.
En février 2008, la ligne du tram C est prolongée jusqu'aux Aubiers.
Le chantier du premier écoquartier de Bordeaux, nommé Ginko, débute en 2010 et continue jusqu'en 2023. 
Le nouveau stade de Bordeaux Atlantique voit le jour en 2015. 
Le tram C est successivement prolongé jusqu'à Ginko, en 2014 puis jusqu'au Stade et le Parc des Expositions, en 2015. 
En 2023, après 11 ans d'études et de concertations, démarre le grand chantier du renouvellement urbain des Aubiers.
En 2023, Bordeaux Métropole ouvre une concertation pour un projet d'aménagement du site de la Jallère située à proximité du Parc des Exposition et du Stade Atlantique. Le projet prévoit, entre autres, de prolonger et connecter les lignes B et C du tram.

## Équipements

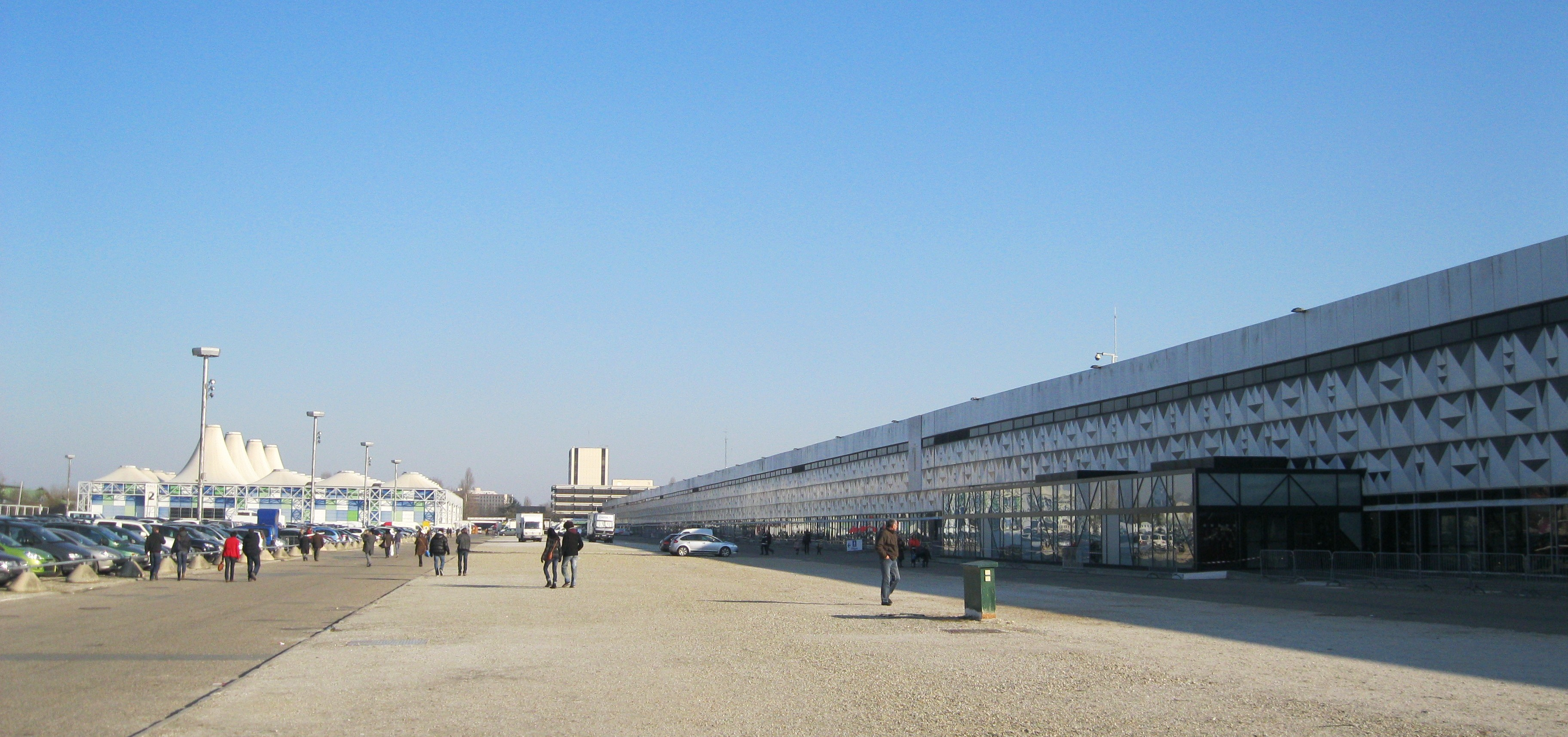
Hall 1 du Parc des Expositions.

Parc des Expositions (1969, plus grand hangar de France, 861 m de long), Palais des congrès (architecte : Jean-Michel Wilmotte), centre hôtelier, casino (Groupe Lucien Barrière), équipements sportifs (vélodrome, etc.).
Cet ensemble d’équipements de qualité permet à Bordeaux d’accueillir des manifestations d’envergure nationale et internationale (Vinexpo, etc.) et de figurer parmi les destinations touristiques d’affaires et de loisirs. Les chiffres de fréquentation 2006 sont en hausse de 15 % par rapport à l’année précédente.
Casino Théâtre Barrière : casino et salle de spectacle de 700 places et une salle d'expositions.
Camping international 4 étoiles, ouvert en juin 2009 : 193 emplacements et résidences mobiles de loisirs de une à trois chambres, restaurant de 200 couverts ouvert en novembre 2009.

### Centre commercial Bordeaux-Lac
Centre commercial Bordeaux-Lac :
- la galerie marchande AuShopping de 110 boutiques (dont Fnac, Zara...) de 22 000 m2 de surface de vente avec 2 050 places de stationnement dans un parking de 450 mètres de long dont 50 mètres pour le nom ;
- l’hypermarché Auchan de 18 000 m2, ouvert en 1980 ;
- la boutique de prêt-à-porter Primark ouvert en avril 2019[6] ;
- le parc d'activités commerciales avec des enseignes leaders : Ikea, Leroy Merlin, Décathlon, Kiabi, Boulanger, etc. ;
- le pôle de restauration Escale Gourmande (ouvert en le 10/10/2019)[7];

### Centre commerçant Cœur-Ginko
Centre commerçant de 28 000 m2 en pied d’immeubles dans le quartier Ginko. Avec, entre autres, une librairie Cultura, supermarché Intermarché.
Ivazio Island : complexe de loisirs sur 3.700 m2  proposant des activités variées : des escape games, bowling, karaoké, mini-golf et autres machines d'arcades.

### Zone d'activité Aliénor d'Aquitaine
Zone de dépôts et commerciale, à l'est du boulevard Aliénor d'Aquitaine avec des enseignes phares comme Darty, Conforama ainsi que le rayon construction de Leroy Merlin. 

### Village Homexpo
Site d'exposition de pavillons-témoins d'une surface de 16 000 m2 créé en 1971.

### Équipements sportifs

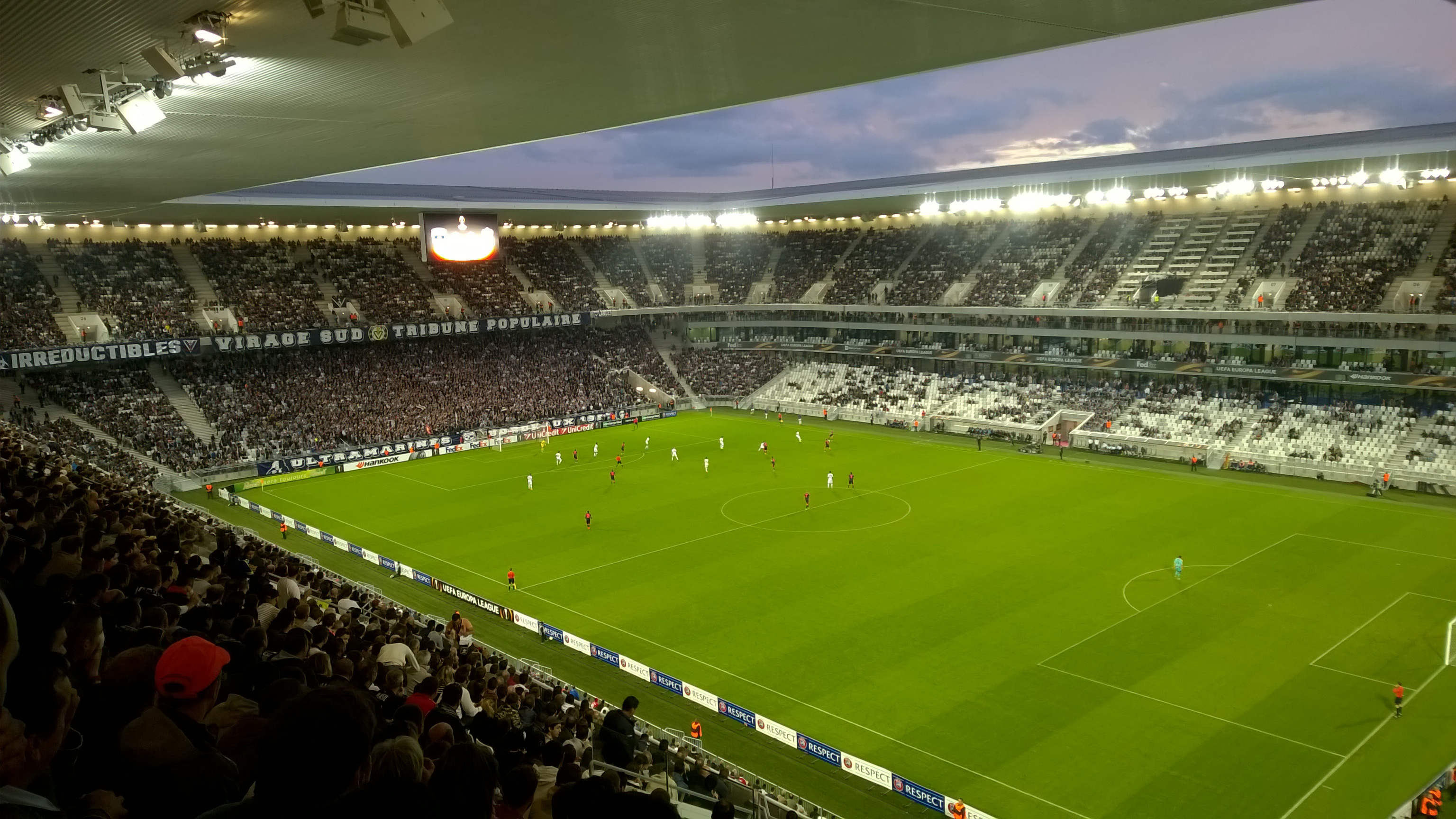
Match de football Bordeaux-Liverpool le 17 septembre 2015 au stade Matmut-Atlantique.

Les antennes sportives du Lac gérées par le service des sports de la mairie ont été proposées dès 1969 pour répondre aux demandes croissantes des clubs et des pratiquants bordelais. Cette plaine des sports Colette-Besson forme un ensemble de 32 hectares comprenant deux halles de sports permettant chacune la pratique simultanée de trois activités sportives et de vastes structures de plein air.
- le stade Matmut-Atlantique (football, rugby, concerts) a une capacité de 42 052 places et est aux « normes 5 étoiles » de l'UEFA ; affecté aux rencontres à domicile des Girondins de Bordeaux ;
- le bois pour la course d’orientation ;
- golf : aménagé en 1976, il comporte deux parcours de 18 trous et un de 6 trous, un practice sur plan d’eau avec 30 boxes couverts, et 2 putting greens. L’évolution du nombre des licenciés a connu une forte progression de 1980 à 1987 où le nombre de 2 600 adhérents a été atteint ; il se stabilise depuis 1995 autour de 1 500. L'Open international de Bordeaux y est organisé ;
- centre de voile pour la pratique de la voile légère (catamaran, dériveur, planche à voile, voile radiocommandée) ;
- émulation nautique : aviron, canoë, sauvetage côtier et une plage artificielle pour la baignade ;
- équipements de plein air et couverts : basket-ball (4 terrains), handball (4 terrains), volley-ball (2 terrains), badminton, tennis (12 terrains), athlétisme, football (12 terrains), rugby à XV (5 terrains) ;
- réseau de pistes cyclables pour les vélos, rollers, randonneurs, etc. ;
- huit « J Sports », aménagés de 1992 à 1994 et installés au pied des immeubles collectifs des Aubiers et du Lauzun : 2 espaces pour le basket-ball, 1 terrain de football, buts de handball, terrain de volley-ball, 2 tables de tennis de table en ciment, 1 piste de bicross et 1 piste de skate-board ;
- piste d’accélération moto éclairée de 800 m × 12 m avec une piste de dégagement ;
- stadium-vélodrome de Bordeaux-Lac :
  - 1 piste cycliste de 250 m,
  - 1 piste d'athlétisme elliptique de 200 m,
  - 1 piste d'athlétisme vitesse de 60 m,
  - sautoir hauteur, longueur et perche, lançoir de poids,
  - 4 560 places assises en gradins.
Les championnats de France d'athlétisme Élite y ont été organisés du 15 au 17 février 2008 ;

- club hippique de Bordeaux-Lac :
  - terrain d'obstacles de 55 m sur 90 doté d'une butte,
  - manège couvert de 20 m par 40,
  - écurie de 22 boxes intérieurs et 22 boxes extérieurs,
  - carrière de 25 m par 55, carrière de dressage de 30 m par 60, carrière « baby poney « (12 emplacements de 22 m),
  - club house (avec possibilité de restauration) ;

- karting Bordeaux-Lac indoor ;
- 20 pistes de bowling à l'étage ;
- le « Trampoline Park » ;
- le gymnase Ginko[11] :
  - pôle d'escalade,
  - aire sportive.

### Monuments et lieux de culte

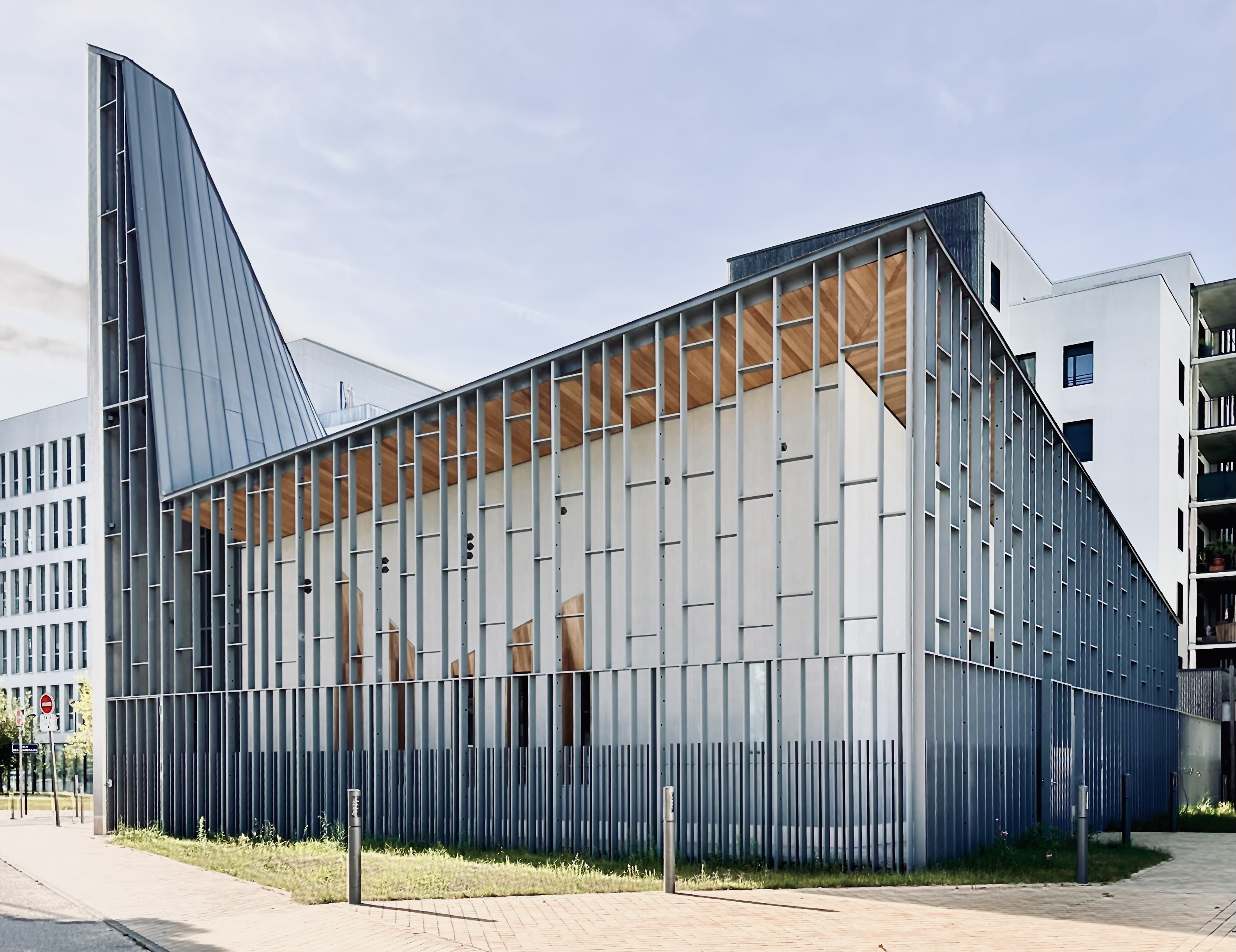
Église Notre-Dame-du-Lac

L’Église Notre-Dame du Lac inaugurée en 2018. Considérée comme 1re église construite à Bordeaux depuis 40 ans.
Monument de la Paix de l'artiste-architecte japonais Kiyonori KIKUTAKE. La sculpture de 7m de haut symbolise la Paix dans le monde. Elle est offerte à Bordeaux par la ville japonaise de Fukuoka et installée sur les berges du Lac en 1990 ;

## Nature et espaces verts

### Le lac
Le lac de 160 ha dont les berges sont couvertes de gazon et autres végétations (herbe de la pampa notamment). Il est le lieu d'entrainement des rameurs du club d'aviron de l'Émulation Nautique de Bordeaux. Chaque jour, il est possible d'y voir des sportifs, des amateurs aux rameurs de l’équipe de France, s'entrainer. Tous les ans, au mois de mai, a lieu la régate internationale d'aviron de Bordeaux.

### Parc floral
Le parc floral est un espace vert de 33 hectares créé artificiellement autour d’un plan d’eau lui-même artificiel :

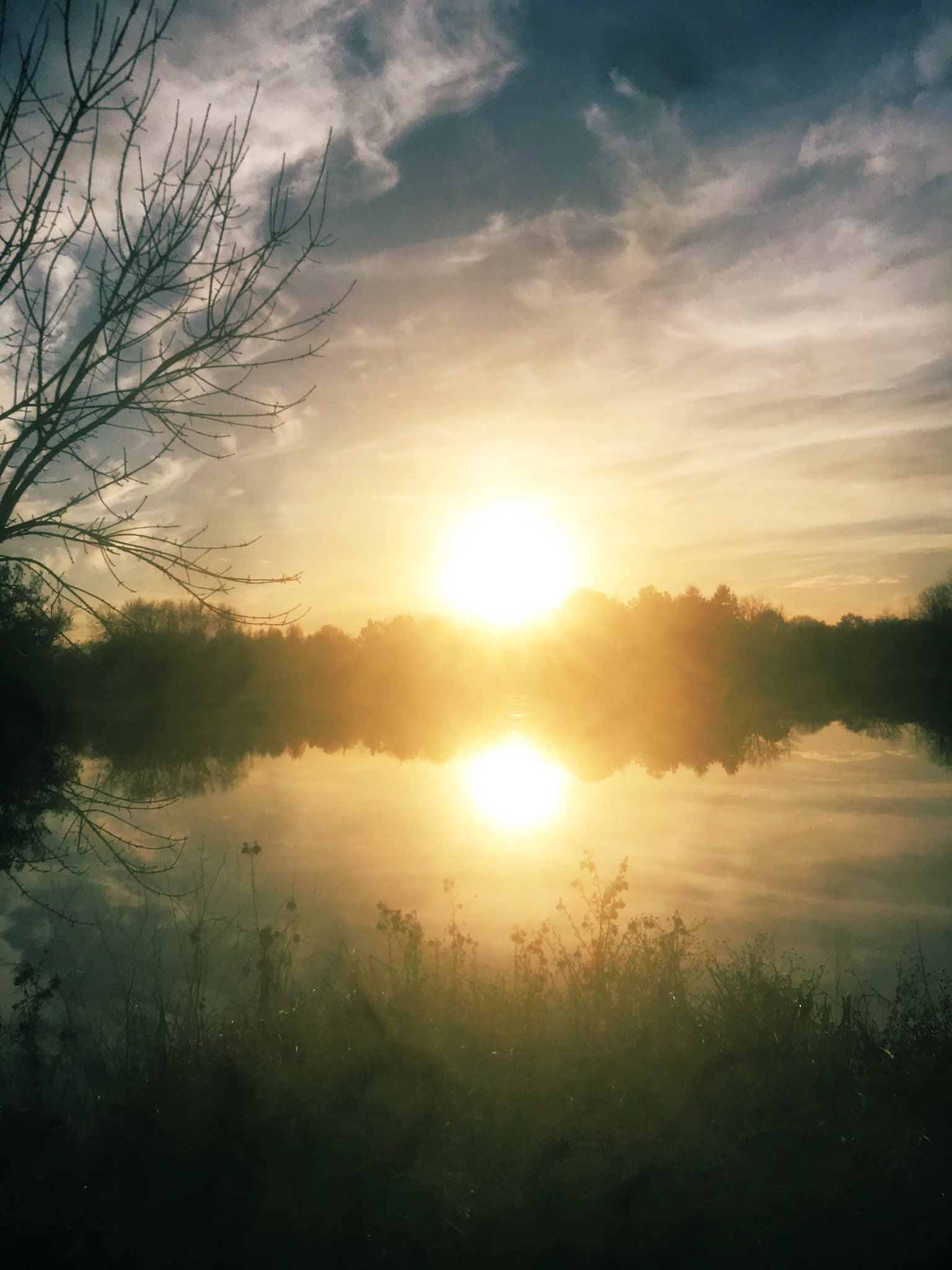
Plan d'eau artificiel du Parc floral de Bordeaux.

- torrent de 250 mètres de long doté de 300 tonnes de galets et pierres pyrénéennes ramenés d’Argelès-Gazost ;
- des jardins ont été aménagés lors de la création du parc floral en 1992 à l’occasion des Floralies internationales, autour d’objets offerts par 11 villes jumelles de Bordeaux.

Chaque ville jumelle de Bordeaux a conçu son jardin autour d’un symbole l'identifiant : terrasses et oliviers pour Ashdod, jardin mauresque, mosaïques et mosquée Hassan-II miniature pour Casablanca, jardin japonais pour Fukuoka, à l’anglaise pour Bristol, à l'américaine pour Los Angeles, pagode pour Wuhan, et d'autres pour Madrid, Québec, Munich, Porto et Lima.
- l'un des plus beaux jardins de pivoines du sud de la France avec 65 variétés différentes, ainsi que 180 espèces d’iris et 150 variétés de rhododendrons ;
- arboretum où ont été plantés de nombreuses variétés dont de nombreux magnolias ;
- roseraie de 5 000 m2, consacrée à l'histoire de la rose, qui présente les plus belles variétés de roses anciennes et de créations modernes ;
- des exemplaires de toutes les variétés de vignes ont été plantés.

Une équipe d'une dizaine de jardiniers travaille à temps plein pour entretenir les plus belles collections et offrir un véritable coin de nature en périphérie de la ville.

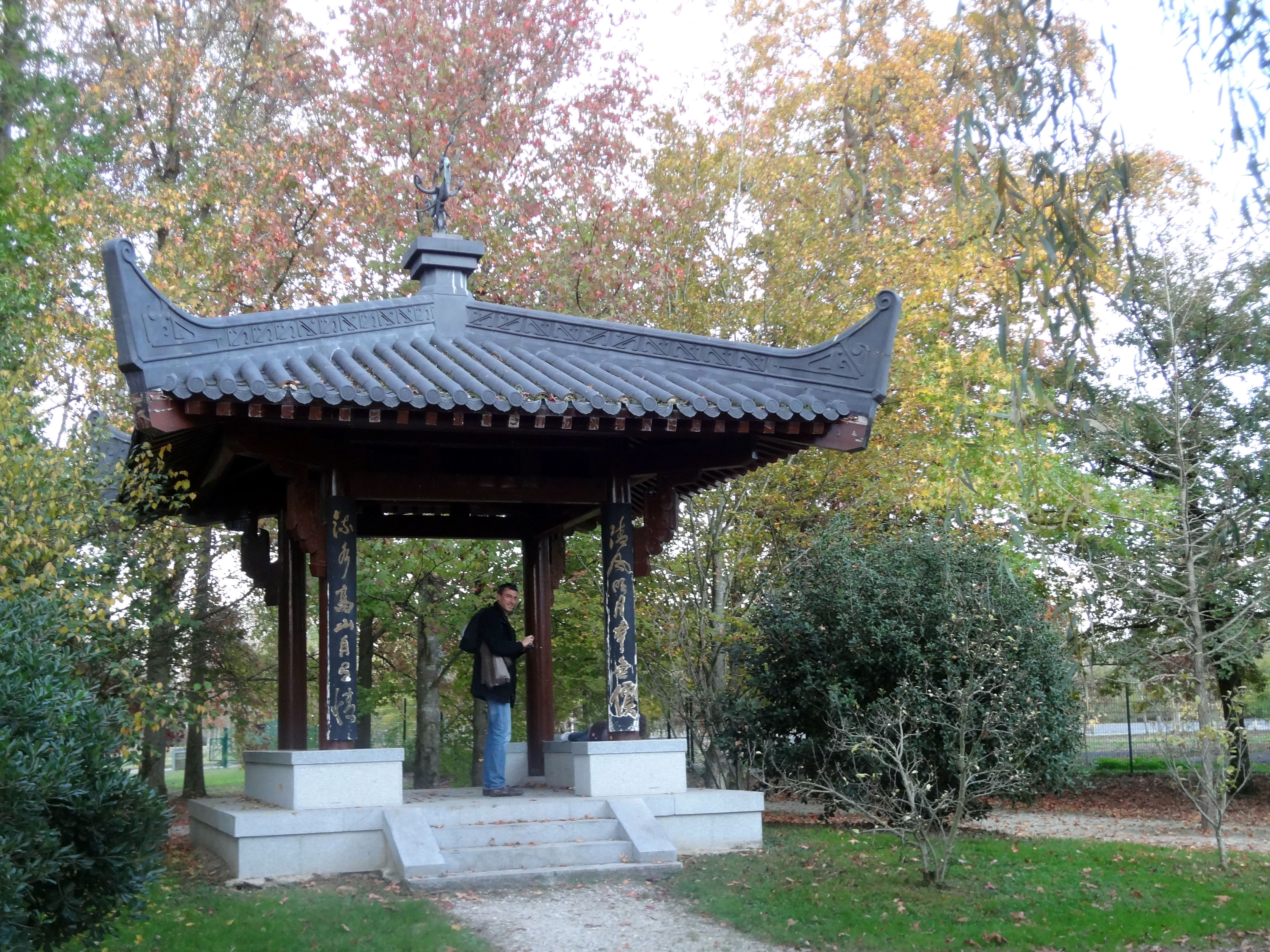
Jardin de Wuhan.
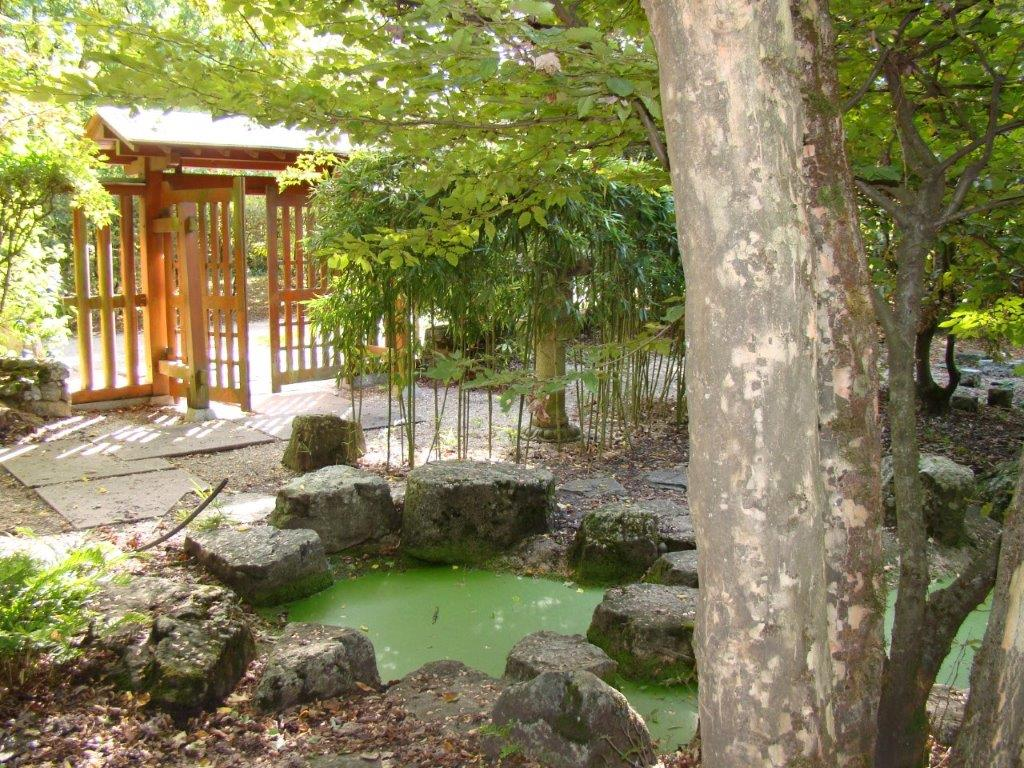
Pavillon de Fukuoka.
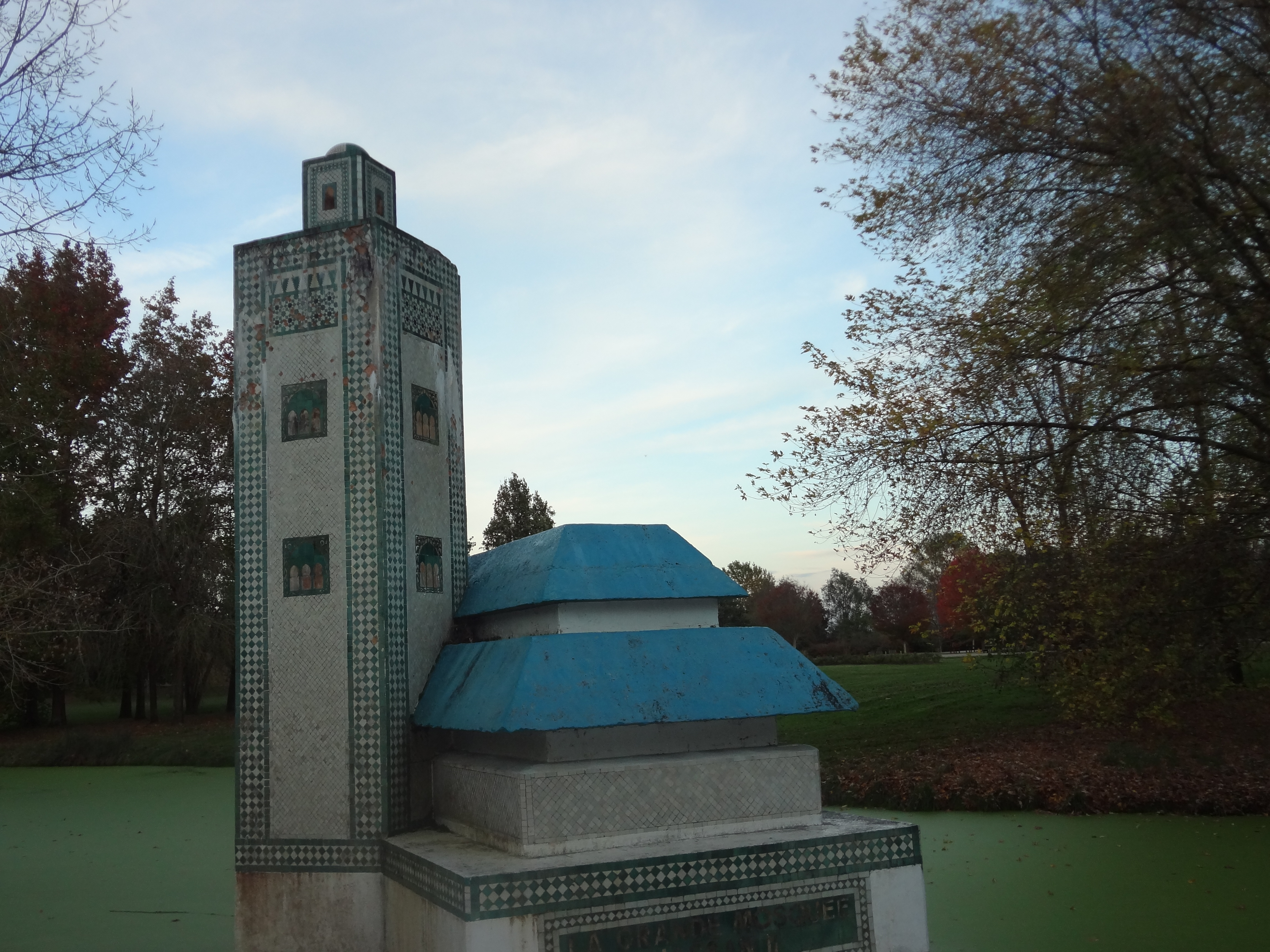
mosquée Hassan-II de Casablanca miniature.

### Bois de Bordeaux
Inauguré en 1975, le bois de Bordeaux offre 87 hectares boisés (forêt artificielle) et plus de 50 hectares de prairies et d’étangs, officiellement inscrits dans le domaine des espaces verts publics de la ville.
Le travail paysager particulièrement soigné, avec la formation de quelques buttes et la plantation d’essences adaptées au site (20 espèces différentes d’érables mais aussi de bouleaux, dix espèces de pins et de hêtres, peupliers, châtaigniers, frênes, séquoias, sapins, saules pleureurs, etc.), donne à l’ensemble une originalité le distinguant des espaces verts réaménagés au XIXe siècle en ville, comme le Jardin public et le Parc bordelais.
Ce bois est fermé aux automobilistes par des rocailles, la pêche et la chasse y sont interdites par arrêté municipal.
Les principales activités physiques et sportives sont le jogging, la marche et la bicyclette.
La gestion raisonnée du site par, entre autres, la suppression de pesticides, la mise en place de fauche tardive et le pâturage, a permis un développement de la biodiversité spécifique (oiseaux, insectes, orchidées, etc.).

### Parc Denis et Eugène Bühler
Imaginé par l'agence Signes et réalisé par Bouygues Immobilier dans le cadre de construction du quartier Ginko sur 4.5 d'espace vert (pelouses et zones boisées) . Constitue un trait d'union entre les Aubiers et l'écoquartier Ginko. Se situe entre le Centre de formation de Bordeaux et le Canal du Parc de Ginko.

### Les canaux de Ginko

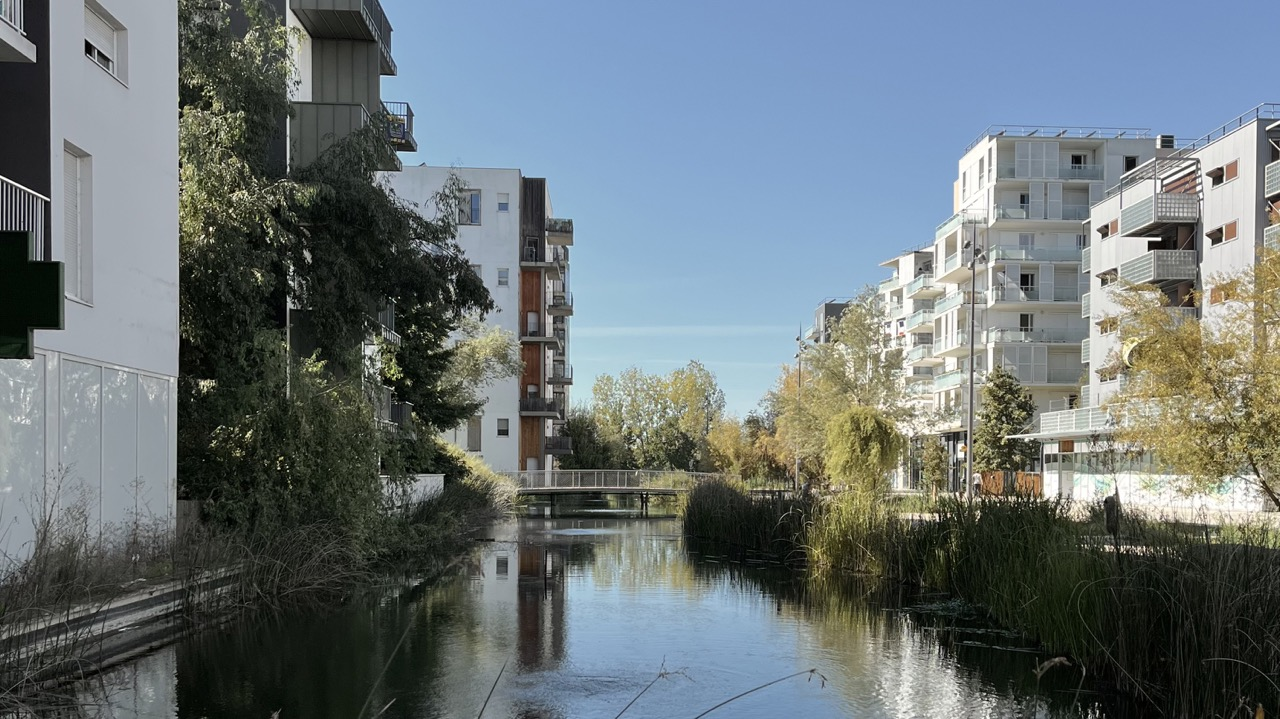
Canal de la place Cayrol dans l'écoquartier Ginko. Septembre 2023

Dans le cadre de réaménagement des berges du Lac, 3 canaux ont été creusés à Ginko sur le modèle de la ville de Venise ou du quartier Venice Beach à Los Angeles: 
- le canal de la place Cayrol (traverse la place Jean Cayrol du cours de Québec jusqu'à l'avenue Marcel Dassault) ;
- le canal du Nord (canal de la rue des Hollandais, longe la rue des Hollandais, du cours de Québec jusqu'à l'avenue Marcel Dassault) ;
- le canal du Parc (long de la promenade du poète Jasmin, de l'avenue Marcel Dassault jusqu'au Gymnase Ginko, traverse le cours de Québec). Les segments du canal servent à filtrer l'eau du Lac : l'eau est remontée par les pompes vers le haut du canal, puis en descendant, se fait filtrer par la végétation spécifique de chaque segment.

Les canaux accueillent une importante biodiversité, dont de nombreux canards et coccinelles.